# Blanus cinereus
Blanus cinereus är en ödleart som beskrevs av  Domenico Vandelli 1797. Blanus cinereus ingår i släktet Blanus och familjen Amphisbaenidae. IUCN kategoriserar arten globalt som livskraftig. Inga underarter finns listade. Artepitet i det vetenskapliga namnet är bildat av det latinska ordet cinis (askgrå).
Kroppslängden är vanligen 20 till 25 cm och sällan upp till 30 cm. En inbuktning skiljer huvudet från bålen som är täckt med fyrkantiga fjäll. Färgen är beroende på region gråaktig till rosa. Över- och underkäken når ungefär lika långt fram. Artens svans är påfallande kort och ögonen är små.
Arten förekommer i Spanien (med undantag av landets norra delar), Portugal och Gibraltar. En mindre population har hittats i Marocko. Honorna lägger ett ägg per tillfälle. Denna masködla lever i låglandet och i bergstrakter upp till 1800 meter över havet. Exemplaren gräver i mjuk och fuktig jord nära markytan. De hittas i skogar, buskskogar, gräsmarker och trädgårdar. Ibland besöks jordbruksmark.
Individerna äter insekter samt deras larver och ägg. De vistas ofta nära termitstackar. Fortplantningen sker mellan februari och juni. Individerna kan bita när de tas i handen.
Regionala populationer påverkas av landskapsförändringar. Blanus cinereus äts av vildsvin som får ett större utbredningsområde på Iberiska halvön. Hela beståndet bedöms som stabil. IUCN kategoriserar arten globalt som livskraftig.

## Bildgalleri

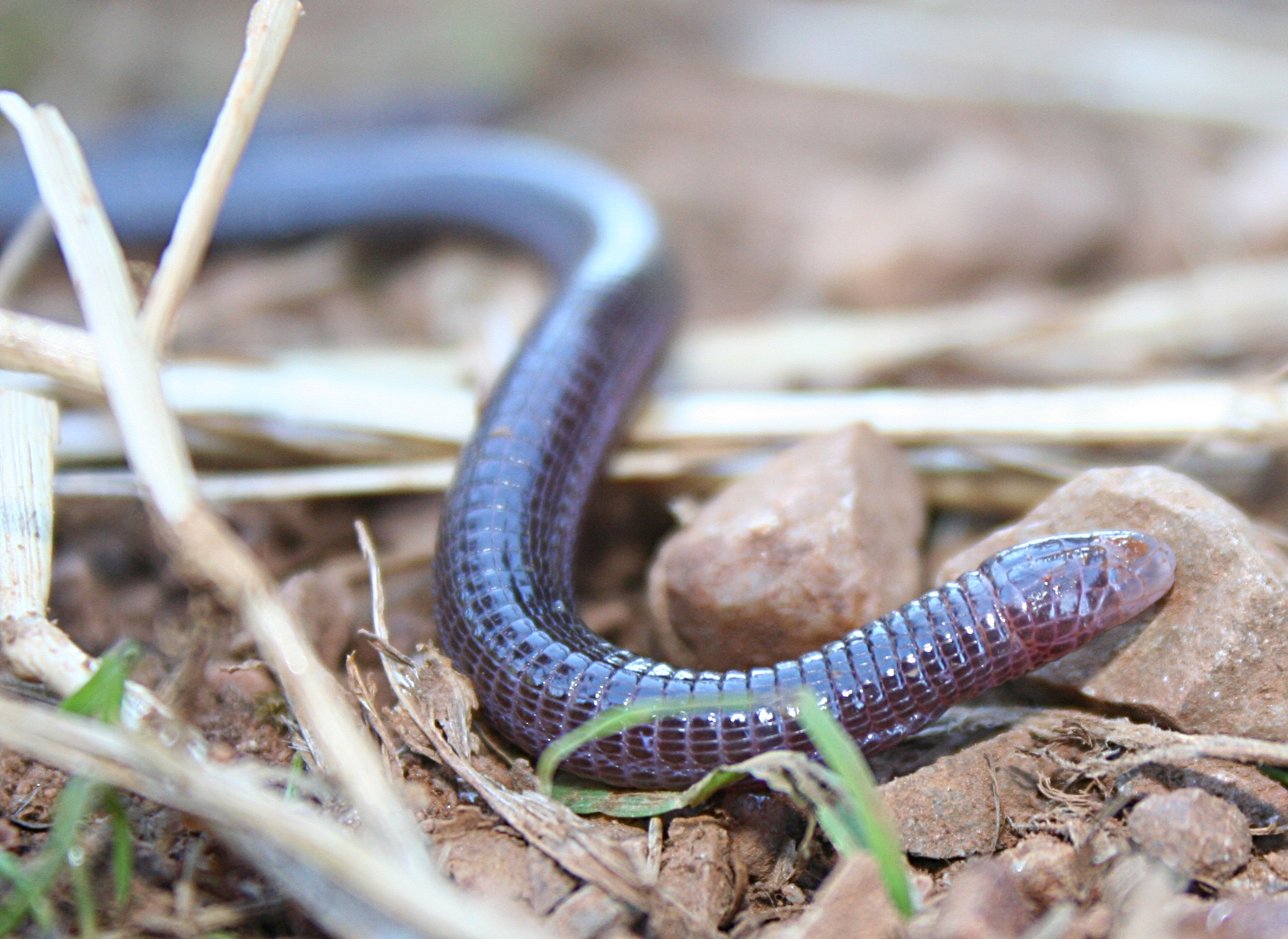
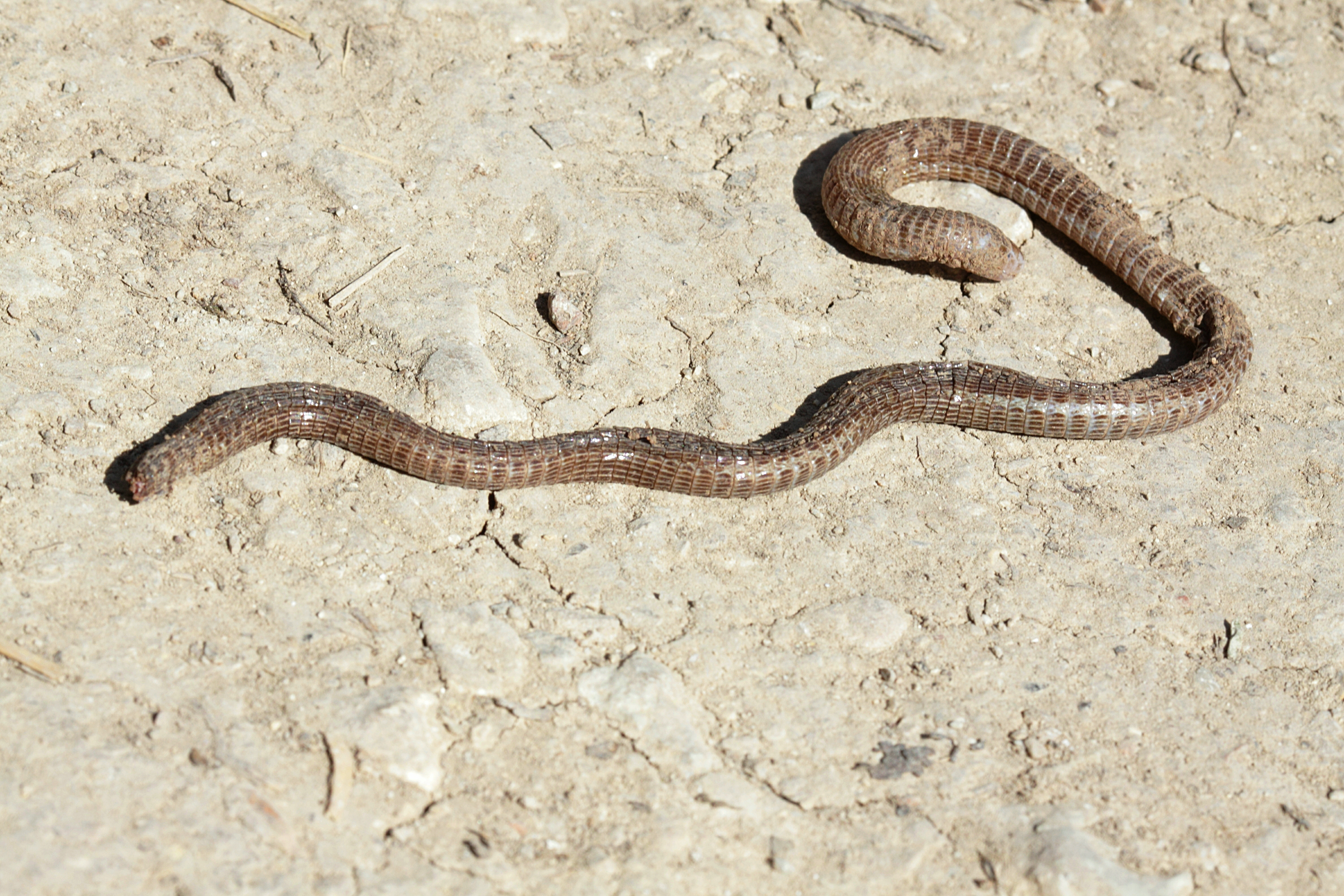
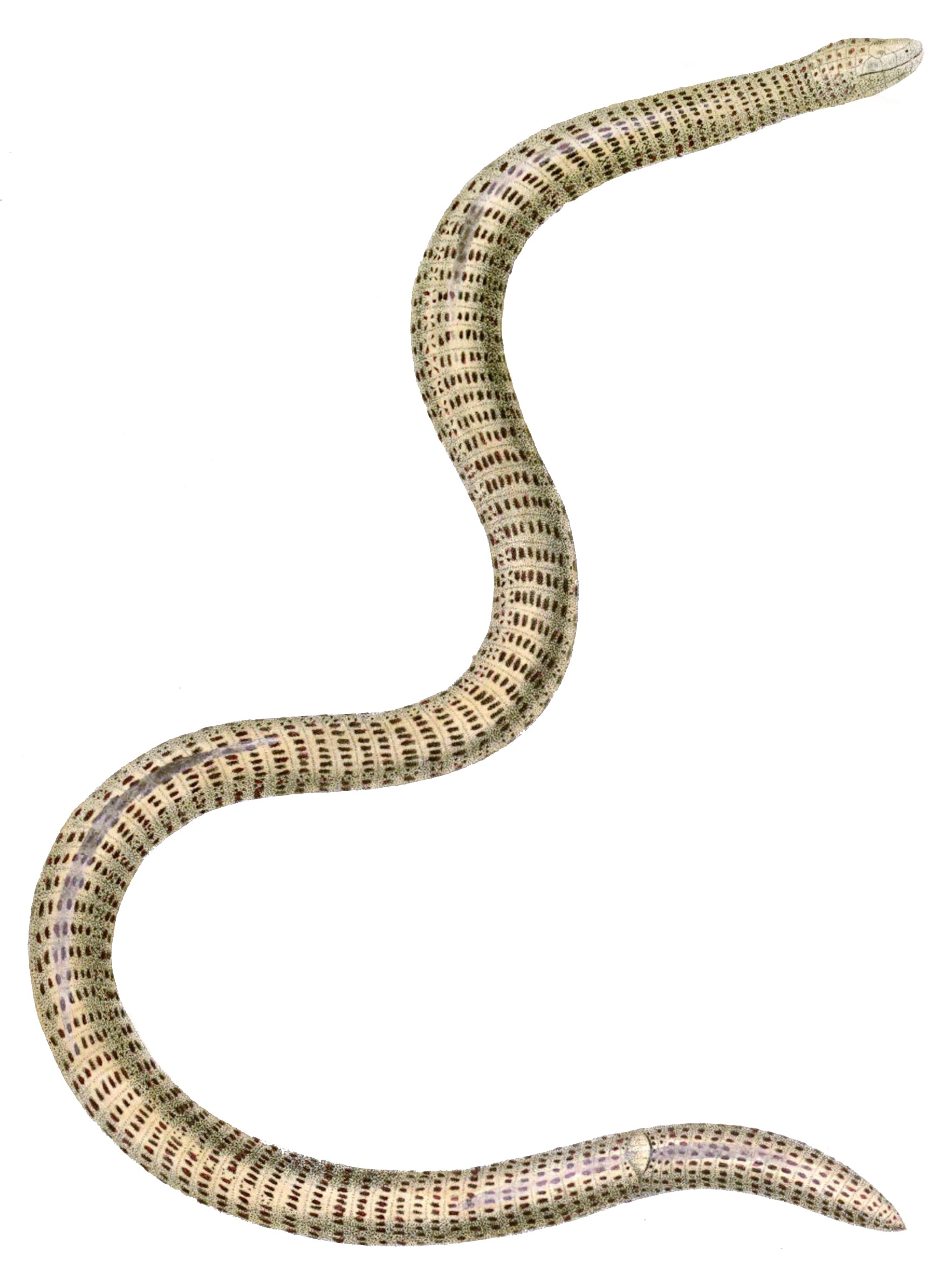